# Wuustwezel
Wuustwezel es una localidad y municipio de la provincia de Amberes en Bélgica. Sus municipios vecinos son Brasschaat, Brecht, Hoogstraten, Kalmthout y Kapellen, haciendo frontera al norte con los Países Bajos. Tiene una superficie de 89,4 km² y una población de 20.970 habitantes, siendo los habitantes en edad laboral el 65% de la población.

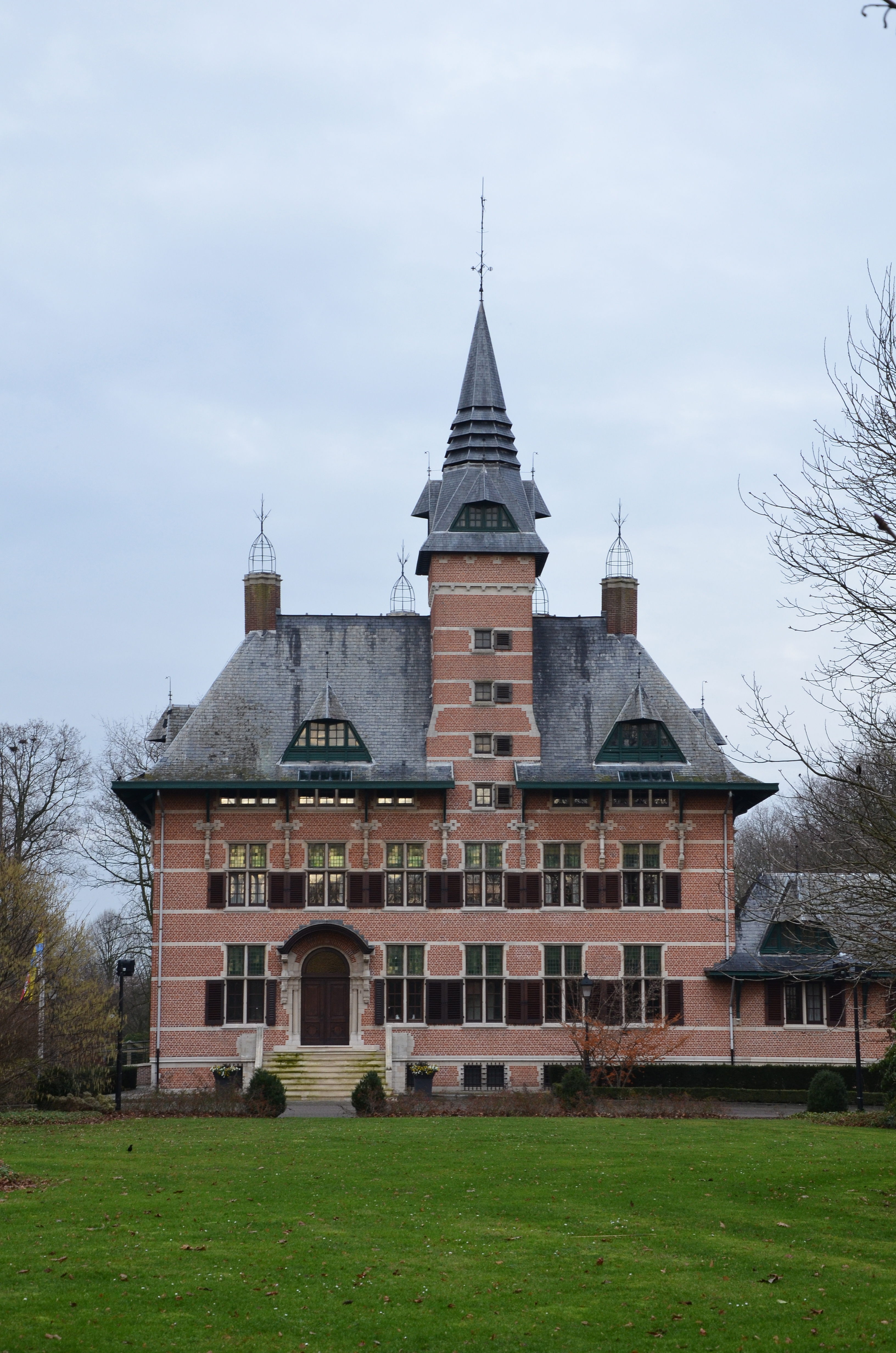
Casa solariega de la nobleza de Wuustwezel.

## Demografía

### Evolución
Todos los datos históricos relativos al actual municipio, el siguiente gráfico refleja su evolución demográfica, incluyendo municipios después de efectuada la fusión el 1 de enero de 1977.
| Gráfica de evolución demográfica de Wuustwezel entre 1846 y 2020 |
|                                                                  |